# Rhaebo olallai
Espèce
Synonymes
- Andinophryne olallai Hoogmoed, 1985

Statut de conservation UICN

 CR  : 
En danger critique
Rhaebo olallai est une espèce d'amphibiens de la famille des Bufonidae.

## Répartition
Cette espèce se rencontre:
- dans les provinces de Pichincha et d'Imbabura en Équateur ;
- à Barbacoas dans le département de Nariño en Colombie.

## Étymologie
Cette espèce est nommée en l'honneur de Jorge Olalla.

## Publication originale
- Hoogmoed, 1985 : A new genus of toads (Amphibia: Anura: Bufonidae) from the pacific slopes of the Andes in northern Ecuador and southern Colombia, with the description of two new species. Zoologische Mededelingen, vol. 59, no 22, p. 251-274 (texte intégral).